# Calle de Pelaires
La calle de Pelaires es una vía pública de la ciudad española de Segovia.

## Descripción

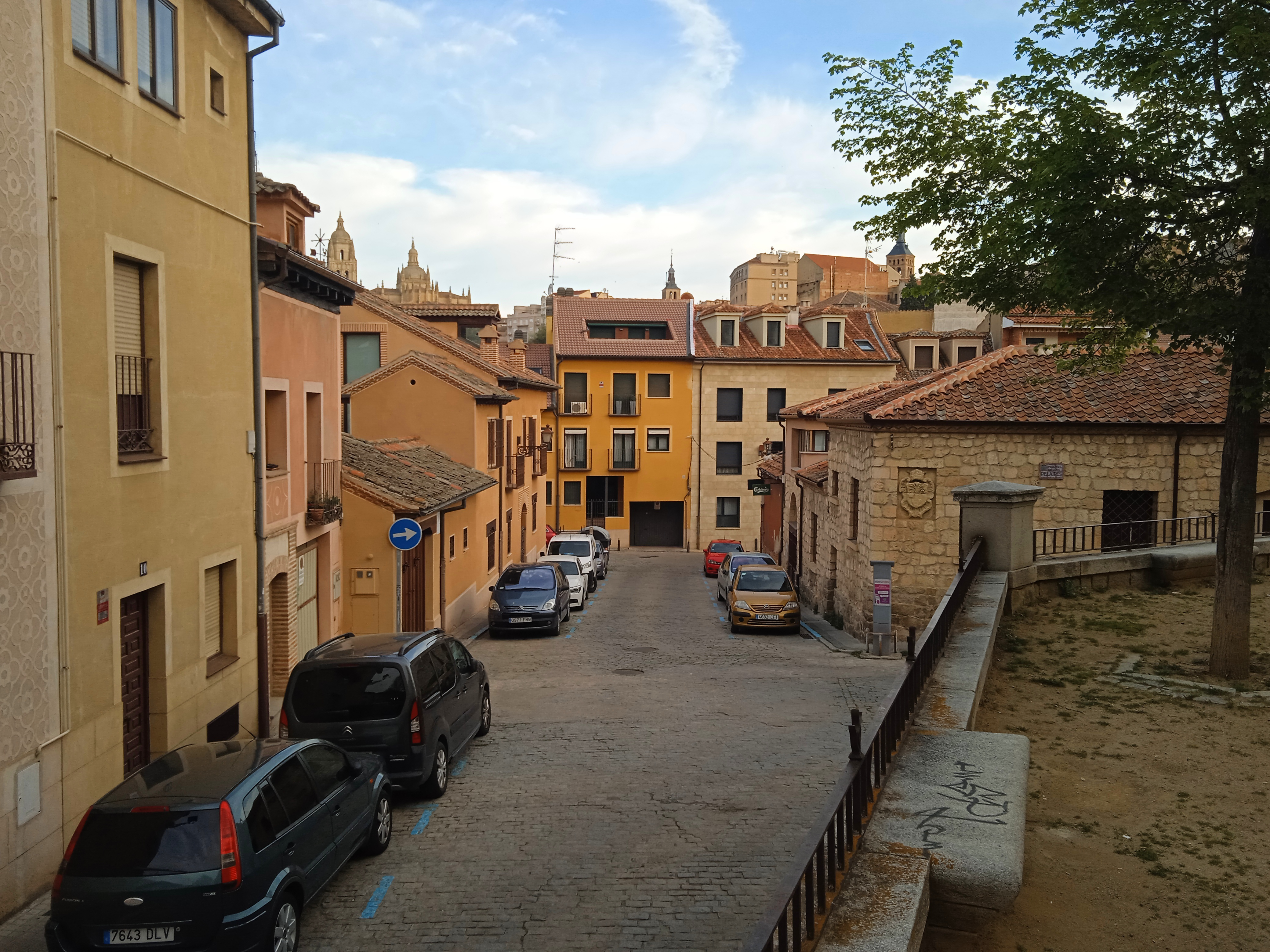
Norte de la calle desde la Iglesia de San Millán

La vía, que ostenta el título desde antiguo, discurre desde la calle de Carretas hasta la de Santo Domingo de Silos, punto en el que conecta con la de Julián María Otero. Aparece descrita en Las calles de Segovia (1918) de Mariano Sáez y Romero con las siguientes palabras:

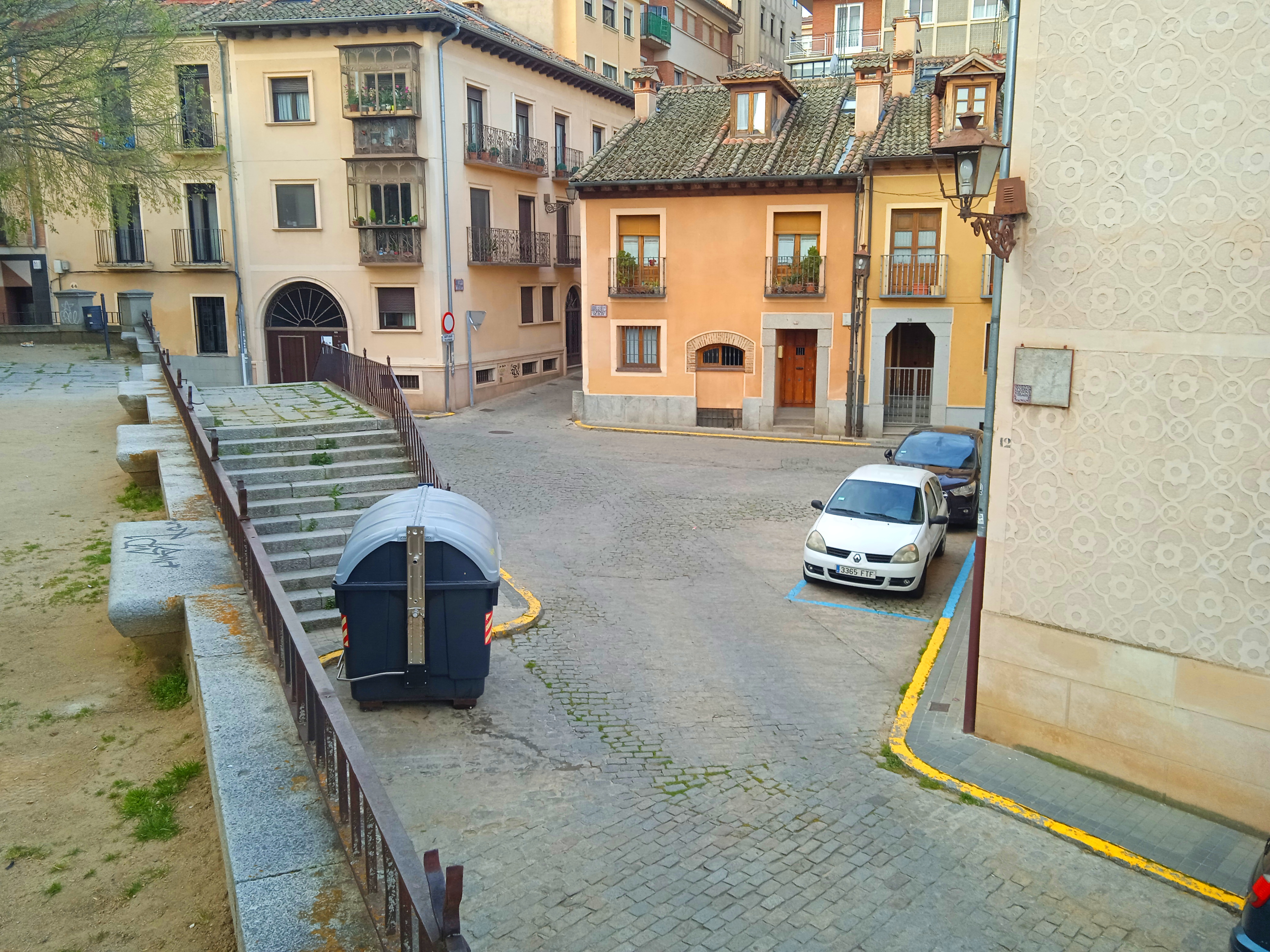
Sur de la calle desde la iglesia de San Millán

Pelaires.—Entra por la calle de Carretas y sale a la de Santo Domingo. Este nombre típico recuerda la importancia industrial de Segovia en los siglos XVII y XVIII. La fabricación de paños, las tenerías, la fabricación de sombreros que surtían a la Ciudad y cuyo comercio se extendía por toda España, y el inmenso número de operarios de todas clases, gente alegre y trabajadora, sumisa a la autoridad y a sus jefes y maestros, pero también guardadora de sus fueros y privilegios, llenaron de vida y animación los barrios de San Millán, Santa Eulalia, El Salvador y San Justo, habitando cerca de los grandes caserones dedicados a estas florecientes industrias. Estos operarios, que acaso por corrupción de la palabra se les denominaba pelaires, se sucedían en sus oficios de padres a hijos, y los pelaires desaparecieron cuando la industria tomó otros derroteros, se afinó más y la maquinaria y la moderna química y la elaboración más minuciosa se enseñoreó de la manipulación y tratamiento fabril; y al perder Segovia tan importante elemento de riqueza y vitalidad, desaparecieron los pelaires tan alegres y trabajadores, aunque también algo pícaros y zumbones, pues Cervantes dice que fueron pelaires de Segovia los cuatro socarrones mozos que en la venta mantearon a Sancho. También pudieron llamarse pelaires los pellejeros en los oficios de las fábricas de curtidos. La calle no tiene nada particular que referir.
(Sáez y Romero, 1918, p. 129)